# Eriococcus carolinae
Eriococcus carolinae är en insektsart som beskrevs av Williams 1969. Eriococcus carolinae ingår i släktet Eriococcus och familjen filtsköldlöss. Inga underarter finns listade i Catalogue of Life.